# ʯ
Cette page contient des caractères spéciaux ou non latins. S’ils s’affichent mal (▯, ?, etc.), consultez la page d’aide Unicode.
ʯ (uniquement en minuscule), appelé h culbuté crosse réfléchie et hameçon rétroflexe ou u crochet à hameçon rétroflexe, est une lettre additionnelle de l’alphabet latin qui est utilisée dans l’extension de l’alphabet phonétique international utilisée pour les langues chinoises. Sa forme est similaire au h culbuté crosse réfléchie ‹ ʮ › mais avec une hameçon rétroflexe.

## Utilisation

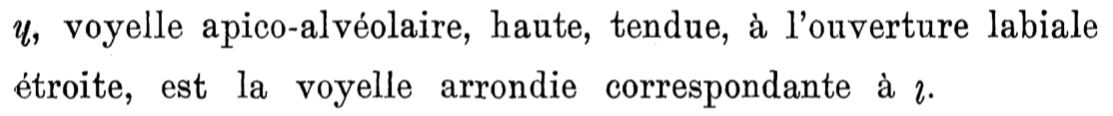
Description de ʯ dans Karlgren 1916.

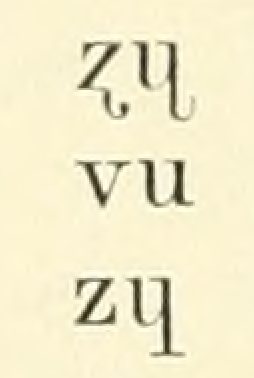
Le symbole dans le mot ʐʯ dans Karlgren 1926 (sans crochet à gauche).

Le symbole ʯ est utilisé en premier par Johan August Lundell dans l’alphabet dialectal suédois de 1878 et est popularisé dans l’étude des langues sino-tibétaines par Bernhard Karlgren. Dans l’alphabet de Lundell de 1878, il s’agit sans doute initialement d’un u à long jambage ou à crochet rétroflexe en italique. Karlgren l’utilise sans crochet à gauche mais utilise la forme avec un long jambage et la forme avec un crochet rétroflexe comme deux symboles distincts.

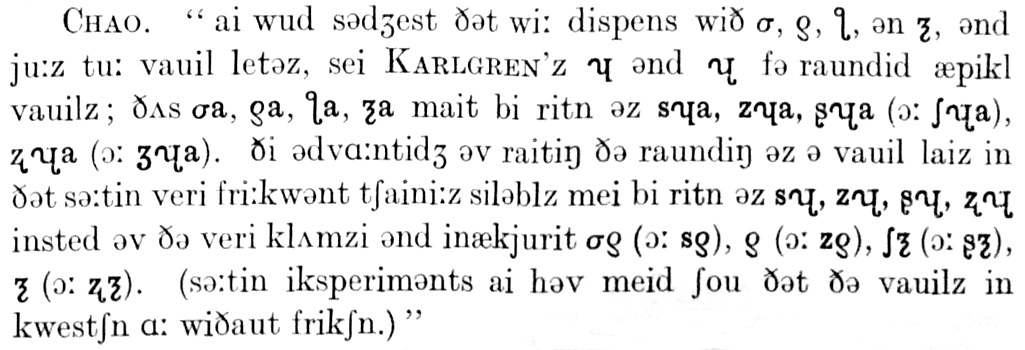
Les symboles ʮ et ʯ tel que suggérés par Chao Yuen Ren en 1931 pour l’API.

En 1931, Chao Yuen Ren suggère de remplacer les symboles de consonnes fricatives labiales [σ, ƍ] et [ƪ, ƺ] par des combinaisons de symboles utilisant ʮ et ʯ (avec les crochets à gauche), c’est-à-dire de les transcrire [sʮ, zʮ] et [ʂʯ, ʐʯ] ou ʃʯ, ʒʯ] (aujourd’hui transcrite [sʷ, zʷ] ou [θʷ, ðʷ], et [ʂʷ, ʐʷ] ou [ʃʷ, ʒʷ].
Le h culbuté crosse réfléchie et hameçon rétroflexe ‹ ʯ › est un symbole utilisé par les sinologues pour représenter une voyelle postérieure articulée comme une consonne apicale fricative rétroflexe, c’est-à-dire une consonne fricative rétroflexe voisée arrondie et syllabique dont la représentation standard avec l’alphabet phonétique international est [ʐ̩ʷ]. Selon Pullum et Ladusaw, ce symbole a été introduit en Chine par des linguistes allemands dans les années 1950 ; il serait composé comme d’autres symboles de l’alphabet phonétique international et semblerait être un amalgame de l’iota (pour une voyelle fermée), un r réfléchi (pour une prononciation apico-alvéolaire), un u (pour une prononciation arrondie) et un crochet rétroflexe (pour une prononciation rétroflexe).
Son équivalent non arrondi est représenté par les sinologues avec le symbole r sans obit réfléchie hameçon rétroflexe ‹ ʅ ›,, dans l’usage non standard de l’alphabet phonétique internationale.

## Représentations informatiques
Le h culbuté crosse réfléchie et hameçon rétroflexe peut être représenté avec les caractères Unicode (Alphabet phonétique international) suivants :
| formes    | représentations | chaînes de caractères | points de code | descriptions                                                             |
| --------- | --------------- | --------------------- | -------------- | ------------------------------------------------------------------------ |
| minuscule | ʯ               | ʯ                     | U+02AF         | lettre minuscule latine h culbuté crosse réfléchie et hameçon rétroflexe |